# Anete Jēkabsone
Anete Jēkabsone, po mężu Žogota (ur. 12 sierpnia 1983 w Rydze) – łotewska koszykarka, występująca na pozycji rzucającej, olimpijka.

## Osiągnięcia
Na podstawie, o ile nie zaznaczono inaczej.

### Drużynowe
- Mistrzyni:
  - WNBA (2014)
  - Euroligi (2010, 2013)
  - EuroCup (2007)
  - Rosji (2012–2014)
  - Francji (2006)
  - Łotwy (1999, 2001, 2002)
  - turnieju Federacji Francji (2006)
- Wicemistrzyni:
  - Euroligi (2011)
  - Bałtyckiej Ligi Koszykówki (2001)
  - Rosji (2010, 2011)
  - Francji (2005)
- 3. miejsce w:
  - Eurolidze (2012, 2014, 2015)
  - Bałtyckiej Lidze Koszykówki (2002)
- 4. miejsce w Eurocup (2009)
- Zdobywczyni:
  - Superpucharu Europy FIBA (2009, 2010, 2013)
  - pucharu:
    - Francji (2005, 2006)
    - Rosji (2012–2014)
- Finalistka Pucharu Francji (2004)
- Uczestniczka międzynarodowych rozgrywek:
  - Euroligi (2004–2006, 2007/2008, 2009–2016)
  - Eurocup (2006/2007, 2008/2009)

### Indywidualne
(* – nagrody przyznane przez portal eurobasket.com)
- Sportsmenka roku Łotwy (2009)
- Najlepsza:
  - zawodniczka Europy (2007)
  - moda zawodniczka FIBA Europe (2005)
- Zaliczona do*:
  - II składu ligi rosyjskiej (2009, 2015)[3][4]
  - honorable mention ligi rosyjskiej (2016)[5]
- Uczestniczka meczu gwiazd Euroligi (2010)

### Reprezentacja
Seniorska
- Uczestniczka:
  - igrzysk olimpijskich (2008 – 9. miejsce)[6][7]
  - mistrzostw Europy (2005 – 6. miejsce, 2007 – 4. miejsce, 2009 – 7. miejsce, 2015 – 13. miejsce)
  - kwalifikacji:
    - olimpijskich (2008 – 5. miejsce)
    - do Eurobasketu (2001, 2003, 2005, 2007, 2017)

  - turnieju FIBA Diamond Ball (2008 – 4. miejsce)
- Zaliczona do I składu mistrzostw Europy (2007, 2009)[8][9]

Młodzieżowe
- Uczestniczka:
  - mistrzostw:
    - świata (2003 – 8. miejsce)
    - Europy:
      - U–20 (2002 – 4. miejsce)
      - U–18 (1998 – 12. miejsce, 2000 – 10. miejsce)

  - kwalifikacji do mistrzostw Europy:
    - U–20 (2000, 2002)
    - U–18 (1998)
    - U–16 (1999)